# Église Saint-Pierre-et-Saint-Eutrope d'Angerville
L'église Saint-Pierre-et-Saint-Eutrope d'Angerville est un lieu de culte catholique qui se trouve dans la commune d'Angerville dans le département de l'Essonne. Elle est consacrée à l'apôtre Pierre et à Eutrope de Saintes.

## Historique
Sa construction daterait du XIIe siècle, et le clocher date de cette époque. L'entrée d'origine a été remplacée par un portail latéral au XVe siècle.

## Description

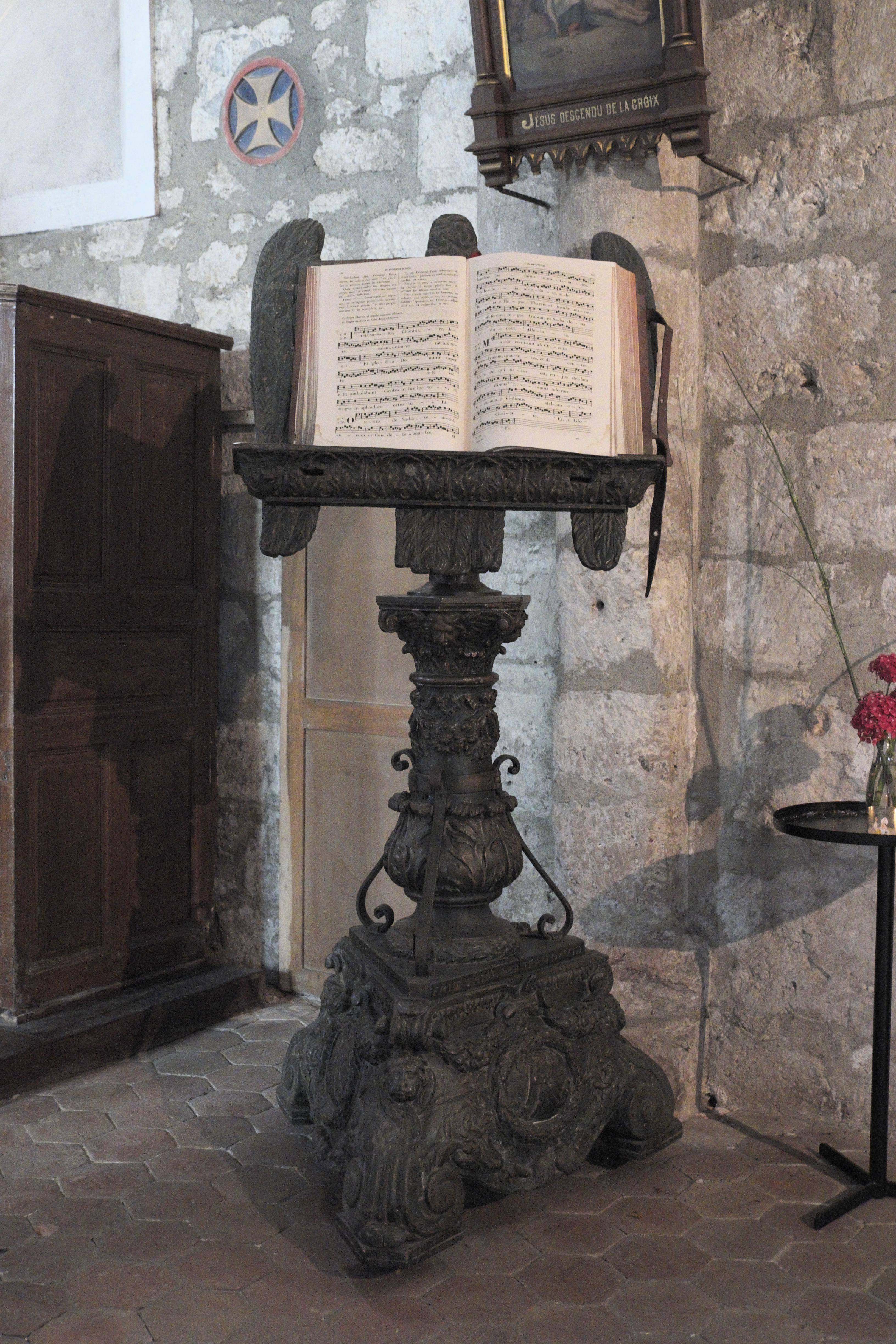
Un lutrin.

Elle est meublée de deux statues en bois encadrant le maître-autel : Une de Saint Jean-Baptiste et une Vierge avec l'Enfant. Dans le chœur, un lutrin en forme d'aigle date de 1688, de style Louis XIV.
Deux autres status sont fixées de part et d'autre du chœur: Une de Saint-Pierre portant une clef de la main droite, et une autre de Saint Eutrope, bénissant de la main droite et tenant sa crosse d'évêque de sa main gauche.
Dans le bas-côté gauche, se trouvait un panneau ovale représentant la danse ou adoration du Veau d'Or. Cette œuvre fut volée en décembre 2002.